# سوسن سیف
سوسن سیف (متولد ۱۳۲۱ - درگذشتهٔ ٩ شهریور ١۴٠١) روان‌شناس و مشاور ایرانی و استاد بازنشستهٔ دانشگاه الزهرا بود. او از بنیان‌گذاران سازمان نظام روانشناسی ایران و اولین رئیس دانشکده علوم تربیتی دانشگاه الزهرا بود.
سیف دکترای مطالعات خانواده و کودک را از دانشگاه سیراکیوز دریافت کرد. یکی از سالن‌های دانشگاه الزهرا به نام اوست.